# Ministre chargé des Victimes
Le gouvernement français peut avoir un ministre chargé des victimes, ou un ministre délégué ou secrétaire d'État.

## Historique
Au XXe siècle, ce portefeuille est associé à celui des Anciens combattants. Au XXIe siècle, le secrétariat d'État aux Droits des victimes, placé sous l'autorité du Garde des sceaux, existe du 30 mars 2004 au 31 mai 2005 durant le troisième gouvernement de Jean-Pierre Raffarin. Nicole Guedj, avocate et femme politique, élue de l'UMP, occupe ce poste. Le 11 février 2016 durant le deuxième gouvernement de Manuel Valls, Juliette Méadel est nommée secrétaire d’État chargée des victimes, placée sous l'autorité du Premier ministre. Le portefeuille est dédié aux victimes des attentats terroristes qui ont endeuillé la France en 2015, il s'agit plus d'un poste de coordination que d'une administration à proprement parler.
Ce ministère n'est pas reconduit en 2017 dans le gouvernement Édouard Philippe .

## Administration
Un  secrétariat général à l'aide aux victimes est créé en 2017, il était placé sous l'autorité du Premier ministre et rattaché au secrétaire général du Gouvernement. Il est remplacé après l'alternance par un délégué interministériel à l'aide aux victimes (DIAV).

## Liste
| Ministre                                                                                              | Ministre                        | Parti                           | Intitulé                                                                                                 | Ministre de Tutelle             | Ministre de Tutelle             | Intitulé                                 | Début                           | Fin                             | Gouvernement                    |
| Présidence de Charles de Gaulle                                                                       | Présidence de Charles de Gaulle | Présidence de Charles de Gaulle | Présidence de Charles de Gaulle                                                                          | Présidence de Charles de Gaulle | Présidence de Charles de Gaulle | Présidence de Charles de Gaulle          | Présidence de Charles de Gaulle | Présidence de Charles de Gaulle | Présidence de Charles de Gaulle |
| --- | ------------------------------- | ------------------------------- | --- | ------------------------------- | ------------------------------- | ---------------------------------------- | ------------------------------- | ------------------------------- | ------------------------------- |
| | Alexandre Sanguinetti           | UNR-UDT                         | Ministre des Anciens combattants et Victimes de guerre                                                   | Plein exercice                  | Plein exercice                  | Plein exercice                           | 8 janvier 1966                  | 1er avril 1967                  | Pompidou III                    |
| | Henri Duvillard                 | UNR-UDT, UD-Ve                  | Ministre des Anciens combattants et Victimes de guerre                                                   | Plein exercice                  | Plein exercice                  | Plein exercice                           | 6 avril 1967                    | 10 juillet 1968                 | Pompidou IV                     |
| UD-Ve, UDR                                                                                            | Henri Duvillard                 | 10 juillet 1968                 | Ministre des Anciens combattants et Victimes de guerre                                                   | Plein exercice                  | Plein exercice                  | Plein exercice                           | 20 juin 1969                    | Couve de Murville               |                                 |
| Présidence de Georges Pompidou                                                                        |                                 |                                 | |                                 |                                 |                                          |                                 |                                 |                                 |
| | Henri Duvillard                 | UDR                             | Ministre des Anciens combattants et Victimes de guerre                                                   | Plein exercice                  | Plein exercice                  | Plein exercice                           | 20 juin 1969                    | 5 juillet 1972                  | Chaban-Delmas                   |
| |                                 |                                 | |                                 |                                 |                                          |                                 |                                 |                                 |
| | André Bord                      | UDR                             | Ministre des Anciens combattants et Victimes de guerre                                                   | Plein exercice                  | Plein exercice                  | Plein exercice                           | 2 avril 1973                    | 27 février 1974                 | Messmer II                      |
| Secrétaire d'État auprès du ministre des Armées, chargé des Anciens combattants et Victimes de guerre | André Bord                      | UDR                             | | Robert Galley                   | Ministre des Armées             | 27 février 1974                          | 27 mai 1974                     | Messmer III                     |                                 |
| |                                 |                                 | |                                 |                                 |                                          |                                 |                                 |                                 |
| Présidence de François Mitterrand                                                                     |                                 |                                 | |                                 |                                 |                                          |                                 |                                 |                                 |
| | Jean Laurain                    | PS                              | Secrétaire d'État auprès du ministre de la Défense, chargé des Anciens combattants et Victimes de guerre |                                 | Charles Hernu                   | Ministre de la Défense                   | 17 juillet 1984                 | 20 mars 1986                    | Fabius                          |
| | Jean Laurain                    | PS                              | Secrétaire d'État auprès du ministre de la Défense, chargé des Anciens combattants et Victimes de guerre | Paul Quilès                     |                                 | Ministre de la Défense                   | 17 juillet 1984                 | 20 mars 1986                    | Fabius                          |
| |                                 |                                 | |                                 |                                 |                                          |                                 |                                 |                                 |
| | André Méric                     | PS                              | Secrétaire d'État, chargé des Anciens combattants et Victimes de guerre                                  | Plein exercice                  | Plein exercice                  | Plein exercice                           | 23 juin 1988                    | 15 mai 1991                     | Rocard II                       |
| | Louis Mexandeau                 | PS                              | Secrétaire d'État, chargé des Anciens combattants et Victimes de guerre                                  | Plein exercice                  | Plein exercice                  | Plein exercice                           | 15 mai 1991                     | 2 avril 1992                    | Cresson                         |
| 2 avril 1992                                                                                          | Louis Mexandeau                 | PS                              | Secrétaire d'État, chargé des Anciens combattants et Victimes de guerre                                  | Plein exercice                  | Plein exercice                  | Plein exercice                           | 29 mars 1993                    | Bérégovoy                       |                                 |
| | Philippe Mestre                 | UDF-AD                          | Ministre des Anciens combattants et Victimes de guerre                                                   | Plein exercice                  | Plein exercice                  | Plein exercice                           | 29 mars 1993                    | 11 mai 1995                     | Balladur                        |
| Présidence de Jacques Chirac                                                                          |                                 |                                 | |                                 |                                 |                                          |                                 |                                 |                                 |
| | Pierre Pasquini                 | RPR                             | Ministre délégué auprès du Premier ministre, chargé des Anciens combattants et Victimes de guerre        |                                 | Alain Juppé                     | Premier ministre                         | 17 mai 1995                     | 7 novembre 1995                 | Juppé I                         |
| Ministre des Anciens combattants et Victimes de guerre                                                | Pierre Pasquini                 | RPR                             | Plein exercice                                                                                           | Plein exercice                  | Plein exercice                  | 7 novembre 1995                          | 2 juin 1997                     | Juppé II                        |                                 |
| |                                 |                                 | |                                 |                                 |                                          |                                 |                                 |                                 |
| | Nicole Guedj                    | UMP                             | Secrétaire d'État auprès du Garde des sceaux, ministre de la Justice, chargée des Droits des victimes    |                                 | Dominique Perben                | Garde des sceaux, ministre de la Justice | 30 mars 2004                    | 31 mai 2005                     | Raffarin III                    |
| |                                 |                                 | |                                 |                                 |                                          |                                 |                                 |                                 |
| Présidence de François Hollande                                                                       |                                 |                                 | |                                 |                                 |                                          |                                 |                                 |                                 |
| | Delphine Batho                  | PS                              | Ministre déléguée auprès de la garde des Sceaux, ministre de la Justice                                  |                                 | Christiane Taubira              | Garde des sceaux, ministre de la Justice | 16 mai 2012                     | 18 juin 2012                    | Ayrault I                       |
| | Juliette Méadel                 | PS                              | Secrétaire d'État auprès du Premier ministre, chargée de l'Aide aux victimes                             |                                 | Manuel Valls                    | Premier ministre                         | 11 février 2016                 | 6 décembre 2016                 | Valls II                        |
| | Juliette Méadel                 | PS                              | Secrétaire d'État auprès du Premier ministre, chargée de l'Aide aux victimes                             | Bernard Cazeneuve               | 6 décembre 2016                 | Premier ministre                         | 10 mai 2017                     | Cazeneuve                       |                                 |